# Chiesa di San Bernardino (Bergamo, Centro Sant'Alessandro)
La chiesa di San Bernardino è un luogo di culto cattolico, si trova in via san Bernardino nella parte bassa della città di Bergamo, in porta Colognola. Edificata nel XII secolo, fu poi rivisitata subito dopo la consacrazione del santo senese nella seconda metà del XV secolo.

## Storia
San Bernardino da Siena fu un santo importante per tutto il territorio bergamasco. Durante il suo evangelizzare girando l'Italia, giunse a Bergamo nel 1411 e nel 1419, ospite del convento di San Francesco e con la sua predicazione riuscì a sedare le terribili faide familiari che da tempo imperversavano nella città orobica tra guelfi e ghibellini dividendo la città. La sua orazione fu molto sentita nella cittadinanza tanto che venne riedificata la chiesa di Santa Maria delle Grazie, come da suo desiderio, e edificate due nuove chiese a lui intitolate, questa che diede il nome anche alla via e quella in via Pignolo. Le famiglie usavano raffigurare il trigramma bernardiniano sulla facciata delle proprie case, su invito del santo, indicando così la propria predisposizione a raggiungere la pace, questo il primo segno di aver raggiunta la volontà di rappacificazione delle famiglie bergamasche.
Nel 1561, con la costruzione delle mura venete , della Porta San Giacomo e la relativa distruzione della grande chiesa di Santo Stefano, i padri domenicani dovettero chiede, ottenendo, rifugio in questa chiesa, e qui si fermarono fino al 1571, quando gli fu assegnato il monastero in precedenza degli umiliati e la chiesa di San Bartolomeo.
La chiesa ha avuto una prima ristrutturazione nei primi anni del XIX secolo con la consacrazione del vescovo Pietro Mola nel 1821. Su progetto di Elia Fornoni nel 1913 l'edificio fu ampliato con un allungamento della navata verso il coro e con la decorazione della cupola da parte del pittore bergamasco Giovanni Zampettini. Nel 1955 fu obbligatorio rifare l'antica facciata: si era, infatti, staccata parte del cornicione; fu incaricato l'architetto Carlo Panigada. Alla fine del XX secolo fu ridipinta la parte interna della navata.

## Descrizione

### Esterno
L'edificio si affaccia sulla via omonima; la facciata, nella parte inferiore, è composta da un'alta zoccolatura in travertino; la parte centrale, leggermente sfondata rispetto alla parte ricoperta da mattoncini rossi, dove si trova il grande portale ligneo, è rivestita in lastre sempre di travertino. La parte superiore, anche questa leggermente sfondata, espone due pannelli in cemento raffiguranti uno san Bernardino con la Vergine e l'altro sempre il santo senese con alcuni fedeli durante una sua predicazione; centrale la finestra che illumina l'unica navata interna dell'aula. Una croce bianca è posta sotto i due spioventi del tetto. Il portale presenta due paraste a colonnina in pietra che sorreggono la sporgente trabeazione.

### Interno
L'interno è a croce latina con la cupola sopra il transetto e la copertura a volta ribassata. L'unica navata è divisa da lesene terminati con capitelli corinzi, in cinque campate. Le lesene sorreggono il cornicione. L'aula conserva la statua di san Biagio e sul lato contrapposto quella di santa Teresa di Lisieux, e le pitture raffiguranti Daniele nella fossa del leone e e Il sacrificio di Isacco.
Il presbiterio, sopraelevato da tre gradini, ha un altare neoclassico in marmo bianco.